# Жданов, Леонид Афанасьевич
Леони́д Афана́сьевич Жда́нов (1890—1974) — учёный-селекционер. Герой Социалистического Труда.

## Биография
Родился 17 апреля (30 апреля по новому стилю) 1890 года в селе Махинджаури (ныне Хелвачаурский муниципалитет, Аджария, Грузия).
В 1914 году окончил Московский университет и в 1917 году — МСХИ.
C 1918 года — помощник заведующего полеводством на краевой Ростово-Нахичеванской сельскохозяйственной опытной станции.
С 1924 года — консультант и руководитель группы селекции подсолнечника на Донской опытно-селекционной станции ВНИИ масличных культур.
С 1927 года — заведующий отделом генетики и селекции в НИИ биологии.
Избирался депутатом Ростовского областного Совета депутатов трудящихся в течение четырёх созывов и депутатом ВС СССР.

## Научная деятельность
Ждановым были выведены высокопродуктивные сорта клещевины, льна масличного, ляллеманции, кунжута, сафлора и рыжика.

### Сочинения
- Достижения отечественной селекции, М., 1967.
- Селекция подсолнечника на высокую масличность, «Сельскохозяйственная биология», 1966.

## Награды и премии
- Герой Социалистического Труда
- Сталинская премия II степени (14 марта 1941) — за выведение высокоурожайных и высокомасличных сортов подсолнечника и других масличных культур
- три ордена Ленина
- четыре ордена Трудового Красного Знамени
- Большая золотая медаль ВСХВ
- орден Октябрьской Революции
- заслуженный деятель науки РСФСР (1970)

## Память
- В 1976 году на здании Донской опытной станции масличных культур, где работал Жданов, была установлена мемориальная доска.